# Stigmella aurella
Nepticule dorée, Mineuse de la ronce
Espèce
Stigmella aurella, la Nepticule dorée, est une espèce de petits papillons, de la famille des Nepticulidae (sous-famille des Nepticulinae). Ce micro-papillon a un corps long de 3 mm pour une envergure de 6 à 7 mm. La chenille est appelée Mineuse de la ronce (elle « mine » les feuilles des ronces).

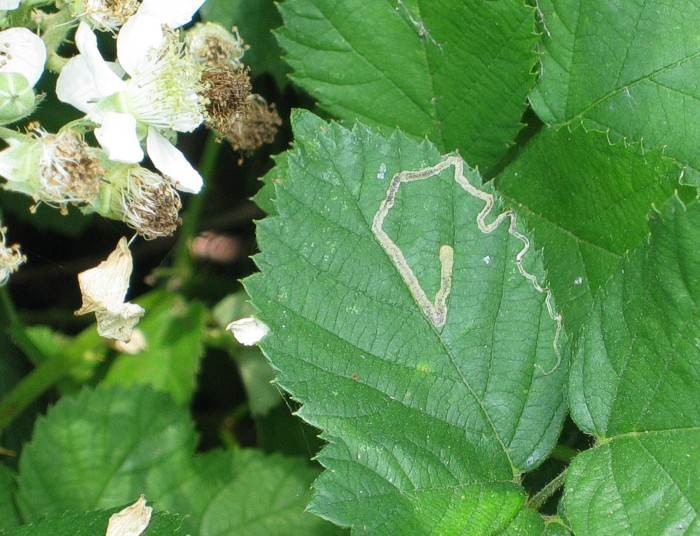
Feuille minée par Stigmella aurella.

« Au moins dix espèces de Stigmella, très proches d’aspect, peuvent exploiter des ronces de plusieurs espèces (ronce commune, ronce bleuâtre, ronce des rochers, framboisier) mai aussi d’autres espèces de la famille des ronces (rosacées) dont des potentilles, des fraisiers, des benoîtes, la reine des prés, les aigremoines, … On parle d’oligophagie pour traduire cette relative spécialisation. On les réunit sous une même appellation : « le groupe de Stigmella aurella », celle-ci étant une des plus communes de ce groupe »